# Die Hamletmaschine
Die Hamletmaschine ist ein von dem deutschen Dramatiker Heiner Müller geschriebenes Theaterstück. Der nur neun Seiten umfassende Text entstand im Rahmen einer Übersetzung von William Shakespeares Stück Hamlet.

## Hintergrund
Das Stück „reflektiert in freier Anlehnung an Shakespeares Vorlage die Situation des Intellektuellen in der DDR.“ Das Wort Maschine kann dabei einerseits als direkter Verweis auf Hamlet II.2 gelesen werden, die Szene, in der Polonius dessen Brief an Ophelia der Königin Gertrud vorträgt. In diesem gebraucht Hamlet das Wort Maschine als Metapher für sich selbst oder sein Herz: „Thine evermore most dear lady, whilst / this machine is to him, HAMLET.“ Zugleich lässt sich der Titel verstehen als Anspielung auf das von Gilles Deleuze und Félix Guattari in ihrem Werk Anti-Ödipus entwickelte Konzept der machines désirantes, mit dem sich Müller schon seit Anfang der 1970er-Jahre auseinandersetzte.
Die Hamletmaschine entstand im Jahre 1977, nachdem Müller gemeinsam mit Matthias Langhoff zunächst eine eigene Übersetzung des Shakespeare-Stückes für den Regisseur Benno Besson verfasst hatte. Die Uraufführung fand 1979 im Théatre Gérard Philipe in Saint Denis bei Paris statt. In der Hamletmaschine ist von den traditionellen fünf Akten des Theaters nur noch ein grobes Gerüst vorhanden, in das sich einzelne, grausame und von schockierender Sprache geprägte Bilder einfügen, die scheinbar jeden Zusammenhangs entbehren und viel Raum für Interpretationen mit unterschiedlichem Ansatz lassen. Kennzeichnend für dieses Stück ist, dass Müller es seinem Hamlet gestattet, hin und wieder aus seiner „Rolle“ herauszutreten und als „Schauspieler“ zu sprechen. Somit weist das Stück durchaus metadramatische Elemente auf sowie Spuren des Brechtschen bzw. epischen Theaters und des Theaters Artauds.

## Inhalt

### Abschnitt 1
Im ersten Abschnitt wird nach Jean Jourdheuil „ein Theatertraum“ mit ödipalen und freudianischen, grotesken Motiven aus Shakespeares Hamlet erzählt und reflektiert „in einem Zusammenspiel von Entstellung und Verdichtung.“  Es spricht ein träumend Redender, der Hamlet war oder etwa auch eine Konfiguration der Subjektivität des Autors sein könnte (erster Satz des Textes: „Ich war Hamlet“), voller Hass auf sich selbst im Besonderen und die Welt des kalten Krieges im Allgemeinen von dem Staatsbegräbnis seines Vaters, dem er als Beobachter und schließlich als Agierender beigewohnt hat. Hamlet zerteilt die Leiche seines Vaters und verteilt sie an die hungernden Elendsgestalten, da sein Vater ein „Großer Geber von Almosen“ war.
„Ich stoppte den Leichenzug, stemmte den Sarg mit dem Schwert auf, dabei brach die Klinge, mit dem stumpfen Rest gelang es und verteilte den toten Erzeuger FLEISCH UND FLEISCH GESELLT SICH GERN an die umstehenden Elendsgestalten.“
Mutter und Onkel, der Mörder des Vaters, sind inzwischen ein Paar. „Hamlet“ schlägt ihnen vor, sich auf dem Sarg des Vaters zu vereinigen. Dann erscheint der Geist seines Vaters, den er ebenfalls verachtet.
„Hier kommt das Gespenst, das mich gemacht hat, das Beil noch im Schädel. Du kannst den Hut aufbehalten, ich weiß, daß du ein Loch zuviel hast.“
Auch für sich selbst hat er kein gutes Wort, denn es geht weiter mit den Worten:
„Ich wollte, meine Mutter hätte eins zu wenig gehabt, als du im Fleisch warst. Ich wäre mir erspart geblieben. Man sollte die Weiber zunähn, eine Welt ohne Mütter.“
Als sein Freund Horatio auftritt, verlässt „Hamlet“ kurzzeitig die Ebene des Theaterspielens und spricht als Schauspieler. Seinen Freund schickt er fort mit den Worten: „DU KOMMST ZU SPÄT MEIN FREUND FÜR DEINE GAGE/KEIN PLATZ FÜR DICH IN MEINEM TRAUERSPIEL.“
Schließlich schlägt er vor, seine Mutter wieder zur Jungfrau zu machen, indem er ihr das Kleid zerreißt und sie vergewaltigt. Denn dann könne sie in ihre Hochzeit gehen. 
Hier wird „Hamlet“ also vom Akteur, dem die Menschheit auf dem Höhepunkt des kalten Krieges wegen ihrer Gewalttaten verhasst ist, selbst zum Gewalttäter, auch wenn er sein Handeln zunächst im intellektuellen Diskurs mit sich selbst hinterfragt.

### Abschnitt 2
Im zweiten Abschnitt, DAS EUROPA DER FRAU, lässt Müller Ophelia auftreten, die „aufgehört hat, sich zu töten“ und von der Opferrolle in die Rolle der Rächerin schlüpft. Sie zertrümmert die Einrichtung des Zimmers und zerreißt die Bilder der Männer, denen sie sich hingegeben hat, danach ihr Kleid. Schließlich reißt sie sich das Herz aus der Brust und tritt „gekleidet in ihr Blut“ auf die Straße.

### Abschnitt 3
Im dritten Abschnitt, dem „Scherzo“, treffen Hamlet und Ophelia in einer vorwiegend pantomimischen Abfolge von Aktionen aufeinander. Hamlet muss sich in der Universität der Toten dem Ballett der Toten und den toten Philosophen stellen, die ihn mit ihrem Wissen, den Büchern, bewerfen. Ophelia fordert ihn auf, ihr Herz zu verspeisen, was Hamlet mit den Worten kommentiert, er wolle eine Frau sein; das ist die einzige dialogische Stelle des ganzen Textes. Diese Vorstellung wird grotesk überzogen, indem er Frauenkleider anlegt und von Ophelia eine „Hurenmaske“ aufgeschminkt bekommt. Schließlich tritt als Gespenst erneut Horatio auf und tanzt mit Hamlet. Müller hat in seinen Entwürfen diese Szene als „Traum im Traum“ bezeichnet.

### Abschnitt 4
Im Abschnitt 4, „Pest in Buda Schlacht um Grönland“, verlässt Hamlet endgültig die auch nur assoziative Ebene der Figur und spricht als Schauspieler und/oder Autor. „Hamlet“ legt Kostüm und Maske ab und deklariert, dass er nicht Hamlet sei. „Mein Drama findet nicht mehr statt [...] Von Leuten, die mein Drama nicht interessiert für Leute, die es nichts angeht. [...] Ich spiele nicht mehr mit.“ Der Autor, der kein shakespearesches Drama mehr schreiben kann, steht im Budapester Aufstand von 1956, auf den klar angespielt wird, „auf beiden Seiten der Front, zwischen den Fronten, darüber“ – zerrissen zwischen Treue zur kommunistischen Utopie und Empathie mit der antistalinistischen Revolte. Anweisung: „Tritt in die Rüstung. Spaltet mit dem Beil die Köpfe von Marx Lenin Mao.“
Im zweiten Teil „Schlacht um Grönland“ wird die Figur des Hamletdarstellers gänzlich durch die des Autors und seine Traum- und Assoziationsräume ersetzt.

### Abschnitt 5
Im fünften Abschnitt beschwört Ophelia die totale Vernichtung der Welt, „ich ersticke die Welt, die ich geboren habe zwischen meinen Schenkeln“, während sie von Männern in Mullbinden geschnürt wird und schließlich wieder als Unterdrückte allein auf der Bühne zurückbleibt.

## Ausgaben
1990 nahmen Wolfgang Rindfleisch vom Rundfunk der DDR und Blixa Bargeld von den Einstürzende Neubauten zusammen mit FM Einheit und dem Autor Heiner Müller eine Audio-CD der Hamletmaschine auf. Die Erstsendung des Hörspiels war am 27. September 1990 im Rundfunk der DDR.
1991 kauften Einstürzende Neubauten die Rechte der Hörspielproduktion.
Von Wolfgang Rihm stammt eine Vertonung Die Hamletmaschine. Musiktheater in fünf Teilen. Veröffentlicht wurde der Live-Mitschnitt der Uraufführung am Nationaltheater Mannheim im März 1987 unter der Leitung Peter Schneiders auf zwei 2 CDs.

## Aufführungen (Auswahl) / Rezeption
- Uraufführung – 30. Januar 1979, Théâtre Gérard Philipe, Saint-Denis, Regie: Jean Jourdheuil, Bühne: Gilles Aillaud[5]
- Deutsche Erstaufführung – 8. April 1979, Städtische Bühnen Essen/Casa Nova, Regie: Carsten Bodinus
- Heidelberg, Stadttheater – 25. November 1980. Regie: Johann Kresnik
- Münchner Kammerspiele – 14. November 1984, Regie: Wolf Siegfried Wagner/Wolf Münzner
- US-Erstaufführung – Dezember 1984, Theatre for the New City, New York City, Regie: Uwe Mengel[6]
- The West Six Theatre Company – 11. März 1989, London, Regie: Paul Brightwell
- New York University/Tisch School of the Arts – 7. Mai 1989, New York City, Regie und Bühne: Robert Wilson
- Schauspiel Köln – April 1989, Regie: Frank Castorf
- Deutsches Theater Berlin – 24. März 1990 (zusammen mit Hamlet), Regie: Heiner Müller, Bühne: Erich Wonder
- Berliner Ensemble – Februar 1996 (zusammen mit Der Bau von Heiner Müller), Regie: Thomas Heise
- Festival d’Avignon – 1997, Regie: Makoto Satō
- Burgtheater Wien (Vestibül) – 16. Oktober 2015, Regie: Christina Tscharyiski